# Miguel I da Rússia
Miguel I (Moscou, 22 de julho de 1596 – Moscou, 12 de julho de 1645) foi o Czar da Rússia de sua eleição em 1613 até sua morte. Era filho do patriarca Filareto de Moscou e sua esposa Xénia Chestova. Ele foi eleito pelo Zemski Sobor e foi o primeiro czar da Casa de Romanov, que sucedeu a Casa de Rurik.
Miguel foi eleito por unanimidade czar da Rússia por uma assembleia nacional em 21 de fevereiro de 1613, mas somente em 24 de março que os representantes da assembleia encontraram o tsar, junto à sua mãe no Mosteiro de São Hipácio, próximo à Costroma. Marta protestou, alegando que seu filho era muito jovem para tal responsabilidade em tempos tão conturbados. Miguel acabou por aceitar o trono após a súplica de boiardos, que declararam que se continuasse a negá-lo, seria responsabilizado pela destruição da Rússia.
A capital estava em um estado tão calamitoso que Miguel precisou esperar por algumas semanas no Mosteiro da Trindade-São Sérgio, antes que finalmente pudesse se acomodar em Moscou. Foi coroado em 22 de julho. A primeira tarefa do novo czar foi livrar a nação do alto nível de roubos. Teve que lidar depois com a Suécia (tratado de Stolbovo, 17 de fevereiro de 1617) e a Polônia, resultando na trégua de Deulino (1 de dezembro de 1618). Um resultado importante de tal trégua foi o retorno do pai do czar, que estava no exílio. A partir de então, seu pai passou a dirigir o governo até a sua morte, enquanto que Miguel ficou em uma posição de subordinado.
Casou-se duas vezes, primeiramente com Maria Vladímirovna Dolgorúkova (1624), que faleceu quatro meses após o casamento, e depois com Eudóxia Stréchneva (1608 — 45), com quem teve dez filhos. Miguel não conseguiu casar a sua filha Irene com o príncipe Valdemar Cristiano de Eslésvico-Holsácia, pois aquele recusava em aceitar a ortodoxia. Tal evento o afligiu e acabou contribuindo para a sua morte em 12 de julho de 1645.